# Dasyprocta guamara
Агуті Оріноко (Dasyprocta guamara) — вид гризунів родини агутієвих, що зустрічається в штаті Дельта-Амакуро, Венесуела значна частина ареалу знаходиться в дельті річки Оріноко. Висота проживання над рівнем моря: 0–30 м. Це денний, наземний вид, живе на затоплених територіях з вологою тропічною або мангровою рослинністю, харчується фруктами і насінням.

## Загрози та охорона
Як і на інших представників родини на них ведеться полювання заради м'яса. Велика частина ареалу знаходиться на природоохоронних територіях.